# دهنو (عسلویه)
دهنو، روستایی در دهستان اخند بخش مرکزی شهرستان عسلویه در استان بوشهر ایران است.

## جمعیت
بر پایه سرشماری عمومی نفوس و مسکن در سال ۱۳۹۵، جمعیت این روستا برابر با ۱٬۹۳۰ نفر (۳۹۹ خانوار) بوده‌است.